# Contropelo
Contropelo (A Close Shave) è un film di montaggio di origini americane del 1935 con protagonisti Stan Laurel e Oliver Hardy. La pellicola comprende circa quattro comiche incentrate sul tema del matrimonio e probabilmente, sebbene perduta, è stata doppiata o da Mauro Zambuto (Stanlio) e uno studente anonimo (Ollio), oppure dalla coppia Carlo Cassola - Paolo Canali: primi prestatori di voce ufficiali di Stanlio & Ollio. I cortometraggi accertati che il film conteneva sono Annuncio matrimoniale del 1934 e Il regalo di nozze del 1933.

## I film di montaggio di Laurel e Hardy in Italia
Dalla fine degli anni trenta alla metà degli anni settanta in Italia molte delle comiche di Stanlio e Ollio doppiate da Mauro Zambuto e Alberto Sordi vennero unite da capo a coda (tagliando ovviamente i titoli di testa e di chiusura originali) in più montaggi per formare dei lungometraggi che durassero circa un'ora e oltre. Ciò fu fatto si presume per far conoscere alla gente meglio la coppia proiettando varie raccolte includenti massimo quattro comiche di Laurel e Hardy. Negli anni cinquanta i doppiatori Fiorenzo Fiorentini (Stanlio) e Carlo Croccolo (Ollio) assunsero il ruolo professionale di prestare nuovamente le voci al duo comico statunitense unicamente per la realizzazione di questi montaggi: infatti molti dei dialoghi italiani sono differenti dagli originali americani proprio per far avere tra le differenti comiche un nesso logico e conducente; tanto che per questi montaggi venivano creati degli appositi titoli di testa e di coda citando la partecipazione di Laurel e Hardy, di altri attori (dei quali tuttavia spesso il nome viene storpiato apposta per far credere che fossero differenti) ed infine ponendo come direttore del film un regista delle comiche originali (il cui nome a volte è scritto correttamente o nella maggior parte dei casi è fittizio). La produzione di queste antologie cominciò ad affievolirsi e poi a sparire con un ennesimo doppiaggio di quasi tutti in cortometraggi di Stanlio e Ollio da parte di Franco Latini e Carlo Croccolo nella fine degli anni sessanta.

## Trama del montaggio: prime due comiche
Stanlio e Ollio lavorano rispettivamente l'uno come barbiere professionista e l'altro come ragazzo scopapavimento. Entrambi sognano di ricevere qualcosa di più dalla vita e così spediscono lettere con richiesta di matrimonio a ricche vedove. Un giorno una donna risponde all'annuncio di Ollio (in realtà scritto da Stanlio ma confiscato di nascosto da Oliver e gettato nella spazzatura dopo averne copiato l'indirizzo) e così questi subito ne approfitta per correre a casa della donna per sposarla. In realtà la signora si rivela essere una sadica assassina in quanto il suo primo marito di nome Oliver la aveva tradita e li per vendicarsi lo aveva sgozzato, promettendosi di fare ciò con tutte le sue future vittime che portano tale nome. Ollio, raggiunto anche da Stanlio il quale pretende di ricevere una parte dell'eredità, comincia ad avere dei sospetti da quando la donna crede di mangiare o di bere realmente da coppe e piatti vuoti o da quando il suo cameriere inizia a giocare con carte immaginarie. Tuttavia prima che loro possano scappare, la donna assassina li rinchiude in camera e allo scoccare della mezzanotte si dirige verso la camera con una sciabola. Ollio e Stanlio intanto avevano progettato di rimanere sveglio l'uno mentre l'altro riposava, ma Oliver a causa delle stupidaggini dell'amico era stato costretto ad appendere un mattone sopra il letto, mettendo il filo vicino ad una candela cosicché l'amico non si addormentasse. Tutto inutile: il mattone involontariamente precipita sulla testa del pianificatore facendolo svenire e Stanlio si ritrova con un fucile a combattere contro la donna. Proprio nel momento di maggior tensione Ollio si sveglia urlando nel suo negozio: era tutto un sogno. Deciso tuttavia a riprender moglie, Ollio si allea con il ricco magnate Pietro Cetriolo per condurre sull'altare la figlia. Facendo così Oliver di sicuro avrebbe ereditato una miniera d'oro e giacimenti di petrolio. Tuttavia il giorno delle nozze l'amico Stanlio, compare d'anello, si presenta con un puzzle come regalo di nozze e per giunta inizia a risolverlo, facendo perdere tempo prezioso all'amico. Come se non bastasse all'impresa ardua di comporre il puzzle si aggiungono anche un postino, il tassista di Ollio, una guardia e perfino lo stesso Signor Cetriolo il quale si era precipitato in casa dello sposo per invitarlo furiosamente a recarsi in chiesa dove aspettava la figlia in lacrime. L'arrivo di Cetriolo non serve a nulla, anzi a causa sua si scatena una furiosa lite tra il poliziotto e il tassista, dato che non si trovava l'ultimo pezzo mancante del puzzle, che coinvolge infine tutti i presenti. La polizia interviene e arresta tutti i violenti, compreso Cetriolo, ma non Stanlio e Ollio che si erano per fortuna nascosti l'uno sotto la poltrona e l'altro nella canna del caminetto. Ma purtroppo le nozze sono andate a monte e al povero Ollio non resta che il rimorso e la rabbia di avere come amico e compare d'anello un totale imbecille.